# Emmotum nitens
Emmotum nitens är en tvåhjärtbladig växtart som beskrevs av John Miers. Emmotum nitens ingår i släktet Emmotum och familjen Icacinaceae. Inga underarter finns listade i Catalogue of Life.